# ليونورا كوهين
ليونورا كوهين (بالإنجليزية: Leonora Cohen)‏ (15 يونيو 1873 - 4 سبتمبر 1978)، ناشطة لحقوق المرأة في التصويت وعضوًا في نقابة العمال، وتُعتبر من أوائل القُضاة الإناث. اشتُهرت باسم «تاور سافرغيت بالإنجليزية: Tower Suffragette» بعد عرضها القوي لقضية في برج لندن وكانت بمثابة حارس شخصي لإيميلي بانكهرست. عاشت لمدة 105 عامًا، وساهمت في الموجة الثانية من الحركة النسوية في فترة السبعينيات.

## النشأة
وُلدت كوهين ثروب في ليدز في 15 يونيو من عام 1873. وهي ابنة كانوفا وجين ثروب (اسمها الأول: جين لامي). يعمل والدها بحفر الحجر، لكنه توفي في عام 1879، عندما كانت ليونورا في الخامسة من العمر، جراء إصابته بمرض السل في العمود الفقري، وبالتالي تُركت والدتها الأرملة وحيدة لتربية كوهين وأخويها الأصغر. عملت والدتها في الخياطة لتوفير حاجات العائلة.
تدرّبت كوهين على صناعة القبعات، بينما كانت تعمل كوكيلة مشتريات، التقت بهنري كوهين، مساعد لصائغ مجوهرات في وسط ليدز وابن لعائلة من المهاجرين اليهود القادمين مؤخرًا من وارسو. كان هنري صديق الطفولة، لكن كلتا العائلتين عارضتا زواجهما.
توفيت روزيتا، الطفلة الأولى للزوجين في سنتها الأولى. وفي عام 1902، أنجبت كوهين ابنها ريجنالد الذي وُلد بصحة جيدة. على مدى السنوات التسعة اللاحقة، نَعِمَت الأسرة الصغيرة بحياة هادئة إلى جانب ازدهار أعمال هنري كصائغ مجوهرات.

## طموحها في أن تُصبح ضابطًا
كانت والدة كوهين جين عاملًا مؤثرًا في حياتها. نظرًا لكون والدتها خياطة أرملة تُربّي ثلاثة أطفال بمفردها، كان من الواضح لكوهين أن والدتها تمتلك حقوقًا ضئيلة كامرأة تعيش في بريطانيا في أواخر القرن التاسع عشر. في مقابلة أجرتها في وقت متأخر من حياتها، صرّحت كوهين بأن «حياتها كانت صعبة. كانت والدتي تقول: «ليونورا، لو أننا نحن النساء، نملك حقًا في التعبير عن رأينا في الأشياء، لكننا لا نملك ذاك الحق. بينما أي رجل، ولو كان مخمورًا... فإنه يملك حق التصويت لمجرد أنه ذكر». وقد تعهّدت بأن أحاول تغيير الأشياء». أدركت كوهين في سن مبكرة بأنه وجب على والدتها أن تتغلب على عقبات كبيرة في حياتها لمجرد أنها كانت امرأة. كان «عدم تمكين والدتها هو الذي جعلها تُصبح راديكالية».
شملت العوامل المُحفّزة الأخرى وظيفتها وزوجها. في وقت عمل كوهين الأول كصانعة قبعات، أُثيرَت حملة تدعو إلى تحسين ظروف العمل للمرأة. أثر ذلك على كوهين ورأيها في كيفية معاملة النساء ضمن دائرة العمل. دعم زوج كوهين كفاحها من أجل حقوق المرأة.

## الأفعال أبلغ من الأقوال
قامت كوهين بالعديد من الأعمال الملموسة للاحتجاج ضد الحكومة. في عام 1909، انضمت إلى اتحاد ليدز للنساء الاجتماعي والسياسي «دبليو اس بّي يو» الذي أسسته إيميلين بانكهرست في عام 1903. في وقت لاحق، كانت كوهين جزءًا من «الحرس الشخصي» للسيدة بانكهرست.
في عام 1911، شاركت كوهين في احتجاج حينما رمت حجرًا على نافذة مبنى الحكومة؛ أُلقي القبض عليها على الفور ووضعوها في سجن هولواي لمدة سبعة أيام. ضاعف الوقت الذي قضته خلف القضبان من شغفها بالقتال من أجل الحصول على حقها في التصويت. على الرغم من إدانتها، دافعت عن نفسها في المحكمة وأطلقت السلطات سراحها. وجّهت أيضًا «لكمة على فك أحد رجال الشرطة وأسقطت آخر من على حصانه» في احتجاج مجلس العموم. عندما بدأت كوهين في اتخاذ المزيد من الخطوات الجريئة باعتبارها ناشطة لحقوق المرأة، دعمت عائلتها ولاءها بالحصول على حق الاقتراع لكن أصدقاءها لم يفعلوا ذلك. تلقّت كوهين رسائل كراهية وتعرّض ابنها للاضطهاد في المدرسة. في عام 1913، قامت كوهين خلال الاحتجاج ضد الحكومة باستخدام قضيب حديدي لكسر عارض زجاجي يحتوي على شارات وسام الاستحقاق في مجلس النواب في برج لندن. قُبض على كوهين مرة ثانية، وعندها قررت اتخاذ موقف من خلال الإضراب عن الطعام بدلًا من الصراخ والغضب. بسبب قانون القط والفأر، أُطلِقَ سراح كوهين من السجن بعد بضعة أيام وسُمح لها بالتعافي بعد إصابتها بالجوع المفرط إثر إضرابها عن الطعام.
قدّم اتحاد النساء الاجتماعي والسياسي لكوهين ميدالية الإضراب عن الطعام نظرًا لكفاحها.
في عام 1913، نظّمت كل من آني كيني وفلورا دروموند خطةً لممثلي اتحاد النقابات العالمي للتحدث إلى رؤساء القيادة السياسية ديفيد لويد جورج والسيد إدوارد غراي. أوضح المفوّضون ظروف العمل والأجور القليلة التي عانوا منها وعبّروا عن أملهم بأن التصويت سيُمكّن النساء من تحدي الوضع الراهن بطريقة ديمقراطية. أوضحت كوهين أن النساء اللاتي سيقُمن بالتصويت سوف يتمتعن بسلطة تُخوّلهن بالمطالبة بأجور أعلى مثلما فعل الرجال، ما يمنع النساء اللاتي يحصلن على رواتب زهيدة من الانجراف إلى حياة الشوارع. شاركت كوهين مُتنكرة كخباز برفقة نورا دوفال التي تنكرت كفتى، حيث قامتا بتبادل الأماكن عند توزيع الخبز مع زميلتهما الناشطة ليلياس لينتون، لتوفّرا لها الفرصة بالهروب من منزل الناقد الفني فرانك روتر في ليدز، إذ كان المنزل يُستخدم لتقديم المساعدة للأشخاص الذين قاموا بالإضراب عن الطعام.
أصبحت كوهين مُنظِمة أعمال مقاطعة ليدز في الاتحاد الوطني للعمال العامين والمحليين، إلى جانب أنها نظّمت العمال بحسب مطالبهم بما في ذلك الإضراب لمدة ثلاثة أيام، وشغلت لفترة منصب رئيس مجلس تجارة ليدز. بحلول عام 1923، أصبحت كوهين أولى النساء اللاتي شَغِلنَ منصب رئيس اتحاد مجالس التجارة في يوركشاير. في عام 1924، عُيّنت كوهين قاضيًا؛ وكانت واحدة من أوائل النساء اللاتي تم تعيينهن على مقعد القضاة ومنصب قاضي الصلح لمدة 25 عامًا. في تقليد مناصب الشرف للعام 1928، حازت كوهين على رتبة الإمبراطورية البريطانية.

## الموجة الثانية للحركة النسويّة
تقاعدت كوهين في بلدة كولوين في شمال ويلز. في عام 1970، حضرت افتتاح تمثال سوفراغيت التذكاري في لندن.
بما أن كوهين قد عاشت حتى عمر 105، شهدت نشوء الموجة الثانية من الحركة النسويّة في السبعينيات وأُعيدت كوهين مجددًا للظهور أمام الناس. أجرى برايان هاريسون مقابلات مع أكثر من 200 شخص، من بينهم كوهين، والتي مثلّت جزءًا من مشروعه «أورال إيفيدينس أون ذا سوفراغيت آند سوفراغيت موفمنت». في مقابلة معها عام 1974، ناقشت كوهين دورها في تجمّع عام 1911 وتجربتها عند اعتقالها للمرة الأولى: «(كان التّجمُّع) مكتظًا للغاية. وكانت الشرطة الخيّالة قد تجمّعت في الخارج. وعندما وصلنا إلى بوابة القصر، يمكنني أن أتذكر بوضوح تام مشهد الشرطة على ظهور الخيل، وهناك اعتقلوني». وصفت كوهين العنف والحشود الضخمة في التجمُّعات. وفي عام 1974، ظهرت كوهين على غلاف مجلة «راديو تايمز» للإعلان عن برامج «كتفًا إلى كتف».
ارتدت كوهين ميداليتها التي نالتها كناشطة لحقوق المرأة، كجزء من لمّ الشمل مع غريس رو، ووُضعت صورة لهما في مجلة «راديو تايمز».
حلل العلماء في وقت لاحق حياة كوهين كناشطة لحقوق المرأة. ناقش جمال ناث بأن النظرية النباتية مرتبطة بالحركة النسويّة. اسُتخدمت حركة المطالبة بحقوق المرأة في أواخر القرن التاسع عشر كمثال أنموذجي. اعتُبرت نظرية كوهين عن النباتية إلى جانب العديد من نشاطاتها للدفاع عن حقوق المرأة، وسيلةً تُمكّن النساء من قضاء وقت أقل في المطبخ لأنهم بذلك لن يضطروا إلى إعداد أطباق اللحم. لذلك، يمكنهم قضاء المزيد من الوقت في السّعي وراء اهتماماتهم خارج المنزل.